# Sericocoma chrysurus
Sericocoma chrysurus är en amarantväxtart som beskrevs av Carl Daniel Friedrich Meisner. Sericocoma chrysurus ingår i släktet Sericocoma och familjen amarantväxter. Inga underarter finns listade i Catalogue of Life.